# Hypholoma

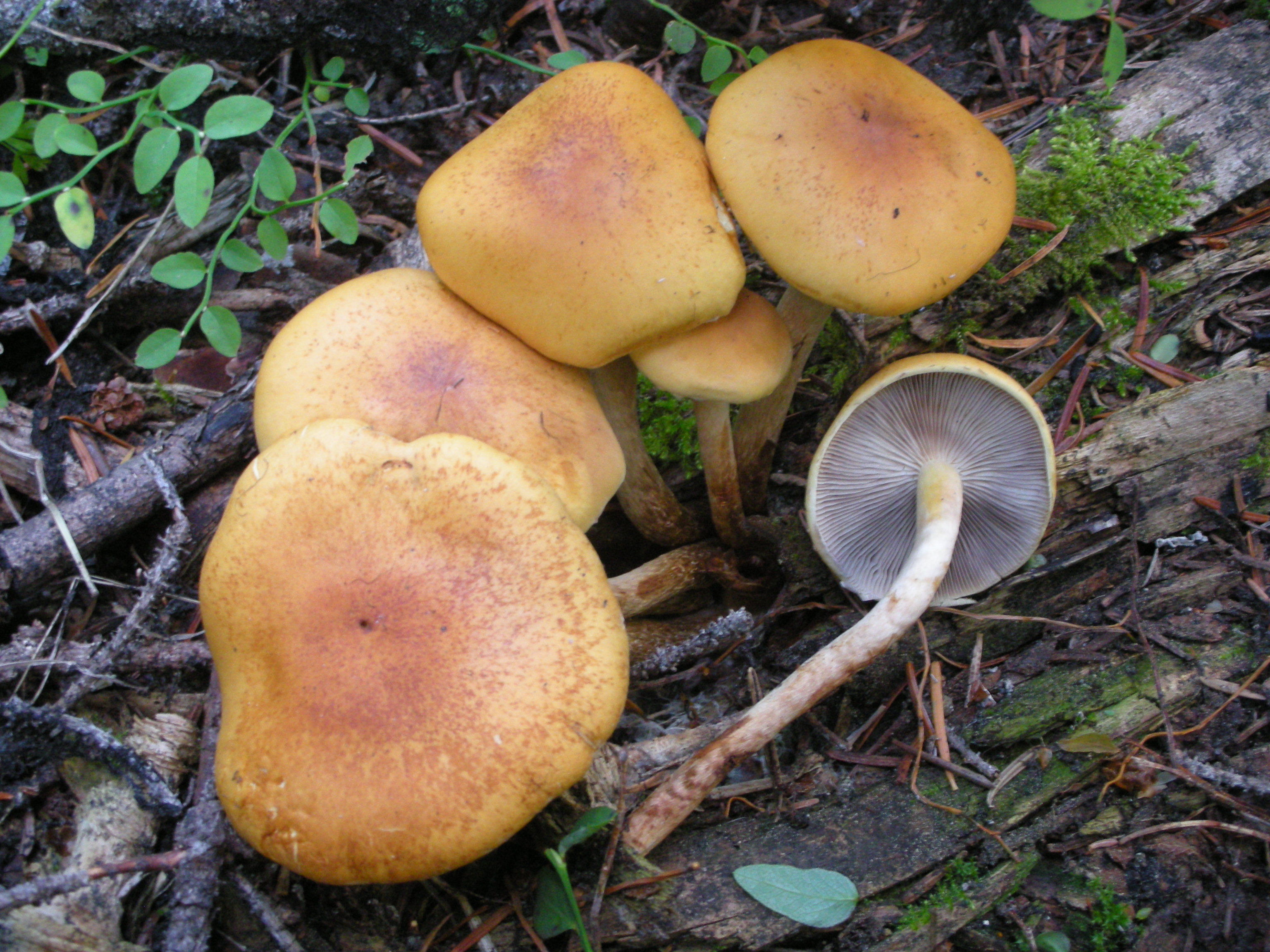
Maślanka łagodna

Hypholoma (Fr.) P. Kumm. (maślanka) – rodzaj grzybów z rodziny pierścieniakowatych (Strophariaceae).

## Systematyka i nazewnictwo
Pozycja w klasyfikacji według Index Fungorum: Strophariaceae, Agaricales, Agaricomycetidae, Agaricomycetes, Agaricomycotina, Basidiomycota, Fungi.
Nazwę polską podał Stanisław Chełchowski w 1898 r. W polskim piśmiennictwie mykologicznym należące do tego rodzaju grzyby opisywane były później także jako łysiczka (Psilocybe).

## Charakterystyka
Kapelusze: suche, nagie do włókienkowato-kosmkowatych (szczątki osłon), higrofaniczne. Trzony suche, bez pierścienia, najwyżej z włókienkowatą strefą pierścieniową. Blaszki szeroko przyrośnięte. Wysyp zarodników ciemnobrązowy, często z fioletowym odcieniem. Zarodniki eliptyczne, gładkie. Przeważnie rosną w kępkach na drewnie. Saprotrofy.

## Gatunki występujące w Polsce
- Hypholoma ambiguum Lamoure 1983[4][5]
- Hypholoma capnoides (Fr.) P. Kumm. 1971 – maślanka łagodna[6]
- Hypholoma elongatum (Pers.) Ricken 1915 – maślanka torfowcowa[2]
- Hypholoma epixanthum (Fr.) Quél. 1872[4]
- Hypholoma ericaeoides P.D. Orton 1960 – maślanka żłobkowana[2]
- Hypholoma ericaeum (Pers.) Kühner 1936 – maślanka wrzosowa[7]
- Hypholoma fasciculare (E.M. Fries) Kummer. 1871 – maślanka wiązkowa[6]
- Hypholoma lateritium (Schaeff.) Quél. 1873 – maślanka ceglasta[6]
- Hypholoma marginatum (Pers.) J. Schroet. 1889 – maślanka zygzakowatotrzonowa[7]
- Hypholoma myosotis (Fr.) M. Lange 1955 – tzw. łuskwiak oliwkowy[2]
- Hypholoma polytrichi (Fr.) Ricken 1912 – maślanka płonnikowa[7]
- Hypholoma radicosum J.E. Lange 1923 – maślanka korzeniasta[6]
- Hypholoma subericaeum (Fr.) Kuhner 1936 – tzw. łysiczka ochrowopłowa

Nazwy naukowe na podstawie Index Fungorum. Wykaz gatunków i nazwy polskie według W. Wojewody, B. Gumińskiej i W. Wojewody i innych.